# Откриване и изследване на Канадския арктичен архипелаг
| Години    | Име на откривател, изследовател                                                         | Направени открития и изследвания |
| --------- | --------------------------------------------------------------------------------------- | --- |
| 1576–1578 | Мартин Фробишър                                                                         | Три плавания към североизточните брегове на Северна Америка с цел откриване на Северозападния проход. Откриване на югоизточната част на остров Бафинова земя – полуостровите Мета Инкогнита – на югозапад и Хол – на североизток, залива Фробишър между тях и остров Локс Ланд (62°20′ с. ш. 64°30′ з. д. / 62.333333° с. ш. 64.5° з. д.) |
| 1585–1587 | Джон Дейвис                                                                             | 1585: Три плавания с цел търсене на Северозападния проход. Откриване на протока Дейвис, п-ов Камбърланд и залива Камбърланд, в източната част на остров Бафинова земя; 1586: Откриване на залива Ексетер (66°15′ с. ш. 62°15′ з. д. / 66.25° с. ш. 62.25° з. д., на източното крайбрежие на п-ов Камбърланд) и източното крайбрежие на п-ов Хол (югоизточната част на Бафинова земя); 1587: Плаване в Бафиновия залив до 72º 12` с.ш., изследване на залива Камбърланд, п-ов Хол и залива Фробишър на юг от него |
| 1610      | Хенри Хъдсън, Робърт Байлот                                                             | Откриване на Хъдсъновия проток, залива Унгава, остров Солсбъри (63°30′ с. ш. 77°05′ з. д. / 63.5° с. ш. 77.083333° з. д.), о-вите Дигс (62°30′ с. ш. 78°00′ з. д. / 62.5° с. ш. 78° з. д.), о-вите Отава (59º 30` с.ш.), о-вите Ту Бротерс (58º 50` с.ш.), о-вите Слипер (57º 30` с.ш.), о-вите Кинг Джордж (57º 20` с.ш.), о-вите Белчер (56º 20` с.ш.) и залива Джеймс (в най-южната част на Хъдсъновия залив) |
| 1612–1613 | Томас Батън, Робърт Байлот                                                              | Откриване на остров Резолюшън (61°35′ с. ш. 64°50′ з. д. / 61.583333° с. ш. 64.833333° з. д.), южното крайбрежие на остров Саутхамптън, остров Коутс (62°36′ с. ш. 82°58′ з. д. / 62.6° с. ш. 82.966667° з. д.), южния вход на протока Рос-Уелкъм (отделящ остров Саутхамптън от континента) и остров Мансъл (62°01′ с. ш. 79°47′ з. д. / 62.016667° с. ш. 79.783333° з. д.) |
| 1615–1616 | Робърт Байлот, Уилям Бафин                                                              | 1615: Изследване на Хъдсъновия проток и откриване на о-вите Лоуер Савидж (61°40′ с. ш. 65°40′ з. д. / 61.666667° с. ш. 65.666667° з. д.), островите Нотингам (63°17′ с. ш. 77°57′ з. д. / 63.283333° с. ш. 77.95° з. д.), Солсбъри (вторично), Саутхамптън (вторично) и Мил (64°00′ с. ш. 78°10′ з. д. / 64° с. ш. 78.166667° з. д.), протока Фрозен Стрийт (65°40′ с. ш. 84°10′ з. д. / 65.666667° с. ш. 84.166667° з. д., между остров Саутхамптън на юг и п-ов Мелвил на север) и картиране на южния бряг на Бафинова земя; 1616: Откриване на южния вход на протока Смит, остров Елсмиър, залива Смит (76°50′ с. ш. 78°50′ з. д. / 76.833333° с. ш. 78.833333° з. д.), източния вход на протока Джонс (между Елсмиър и остров Девън), протока Ланкастър, остров Байлот (73°20′ с. ш. 78°20′ з. д. / 73.333333° с. ш. 78.333333° з. д.) и източния бряг на Бафинова земя |
| 1742      | Кристофър Мидълтън                                                                      | Откриване на протока Не-Алтра (между континента на северозапад и югозападната част на остров Саутхамптън на югоизток) и продължението му на север – протока Рос-Уелкъм, заливите Уейджър (65°34′ с. ш. 89°03′ з. д. / 65.566667° с. ш. 89.05° з. д.) и Репалс (66°30′ с. ш. 86°00′ з. д. / 66.5° с. ш. 86° з. д.), а на югоизток от последния вторично откриване на протока Фрозен Стрийт, разделящ п-ов Мелвил на север от остров Саутхамптън на юг. |
| 1770–1772 | Самюъл Хиърн                                                                            | Откриване на залива Коронейшън, разделящ остров Виктория от континента |
| 1818      | Джон Рос, Уилям Едуард Пари, Джеймс Кларк Рос, Едуард Сабин                             | Откриване на протоците Смит, Джонс и Ланкастър до 80º 37` з.д. и остров Кобург (75°58′ с. ш. 79°20′ з. д. / 75.966667° с. ш. 79.333333° з. д.). Частично изследване на североизточното крайбрежие на Бафинова земя и откриване на залива Изабела (Идирбилунг, 69°10′ с. ш. 67°59′ з. д. / 69.166667° с. ш. 67.983333° з. д.) |
| 1819–1820 | Уилям Едуард Пари, Фредерик Уилям Бичи, Френсис Крозиър, Джеймс Кларк Рос, Едуард Сабин | 1819: Откриване на северния вход на протока Принц Риджент (между островите Бафинова земя на юг-югоизток и открития от него остров Съмърсет на север-северозапад); 300 км от южния бряг на остров Девън, от нос Осбърн (80º 15` з.д.) до нос Райли (91º 54` з.д.); южния вход на протока Уелингтън (между островите Девън на изток и Корнуолис на запад); протока Бароу (между островите Корнуолис и Батърст – открити от него, на север и Съмърсет и Принц Уелски на юг); остров Ръсел (74°00′ с. ш. 98°25′ з. д. / 74° с. ш. 98.416667° з. д.); протока Мелвил (между островите Мелвил на север и Виктория на юг); остров Байам Мартин, намиращ се в южния вход на протока Байам (между островите Мелвил на запад и Батърст на изток) и южното крайбрежие на остров Мелвил; 1820: Изследване на централната част на остров Мелвил; откриване на залива Лидон (на югозападното крайбрежие на Мелвил, северно от п-ов Дъндас); п-ов Сабин (76°25′ с. ш. 109°15′ з. д. / 76.416667° с. ш. 109.25° з. д., северната част на остров Мелвил) и залива Хекла енд Грайпер (111º 10` з.д.). Изследване на планинския п-ов Дъндас и провлака (широк около 40 км) между заливите Хекла енд Грайпер на север и Лидон на юг в централната част на остров Мелвил. Достигане на запад до 113º 48` з.д. и откриване на североизточното крайбрежие на остров Банкс. Откриване входа на залива Адмиралти, дълбоко врязващ се в Бафинова земя от север, между полуостровите Бродер на запад и Борден на изток и картиране на голяма част от източното крайбрежие на Бафинова земя, като са открити няколко залива |
| 1821      | Джон Франклин, Джордж Бак, Джон Ричардсън, Робърт Худ                                   | Откриване на над 1000 км от бреговата линия на Северна Америка, в т.ч. залива Коронейшън, остров Хепбърн (67°54′ с. ш. 110°56′ з. д. / 67.9° с. ш. 110.933333° з. д.), залива Арктик Саунд (67°31′ с. ш. 108°49′ з. д. / 67.516667° с. ш. 108.816667° з. д.), с вливащата се в него река Худ, залива Батърст, залива Мелвил, п-ов Кент и западния вход на протока Диз |
| 1821–1822 | Уилям Едуард Пари, Джеймс Кларк Рос                                                     | 1821: Изследване на залива Репалс (между п-ов Мелвил на север и континента на юг) и протока Фрозен Стрийт на югоизток (между п-ов Мелвил на север и остров Саутхамптън на юг) и откриване на остров Уинтър (66°16′ с. ш. 83°04′ з. д. / 66.266667° с. ш. 83.066667° з. д.) и залива Лайон; 1822: Откриване на източния бряг на п-ов Мелвил, в т.ч. залива Пари (68º 10` с.ш.) и протока Фюри енд Хекла (отделящ п-ов Мелвил на юг от остров Бафинова земя на север), с остров Иглулик в източния му вход (69°23′ с. ш. 81°40′ з. д. / 69.383333° с. ш. 81.666667° з. д.) |
| 1824–1825 | Уилям Едуард Пари, Джеймс Кларк Рос                                                     | Дооткриване бреговете на протока Принц Риджент на юг до 72º с.ш., като по този начин са открити част от западното крайбрежие на п-ов Бродер (северозападната част на остров Бафинова земя) и почти цялото източното крайбрежие на остров Съмърсет до залива Кресуел |
| 1826      | Джон Ричардсън                                                                          | Откриване и изследване северното крайбрежие на Северна Америка от залива Маккензи на запад до устието на река Копърмейн на изток (114º з.д.)- над 1500 км. Откриване на залива Ливърпул, нос Батърст (70°38′ с. ш. 128°14′ з. д. / 70.633333° с. ш. 128.233333° з. д.), залива Франклин, залива Дарнли 69°35′ с. ш. 123°40′ з. д. / 69.583333° с. ш. 123.666667° з. д. и разположения между тях п-ов Пари. Откриване на южното крайбрежие на п-ов Уоластън (югозападната част на остров Виктория), протока Долфин енд Юниън (на юг от него), залива Коронейшън (вторично) и устието на река Ричардсън |
| 1829–1833 | Джон Рос, Джеймс Кларк Рос                                                              | Изследване на източното крайбрежие на остров Съмърсет и откриване на източното крайбрежие на п-ов Бутия и на изток от него – залива Бутия (70° с. ш. 89° з. д. / 70° с. ш. 89° з. д.) (Джон Рос). Изследване и пресичане на п-ов Бутия от изток на запад, откриване на провлака, свързващ го с континента и протока Бело, отделящ го от остров Съмърсет. Откриване на протока Джеймс Рос (69°40′ с. ш. 96°30′ з. д. / 69.666667° с. ш. 96.5° з. д., на югозапад от него – остров Кинг Уилям и Северния магнитен полюс (70°05′17″ с. ш. 96°46′45″ з. д. / 70.088056° с. ш. 96.779167° з. д.) (Джеймс Кларк Рос) |
| 1833–1834 | Джордж Бак                                                                              | Откриване на залива Чантри (67°30′ с. ш. 96°30′ з. д. / 67.5° с. ш. 96.5° з. д.), остров Монреал (67°55′ с. ш. 96°20′ з. д. / 67.916667° с. ш. 96.333333° з. д.) в него и носовете Рос и Бут, на южното крайбрежие на остров Кинг Уилям (1834) |
| 1838–1839 | Питър Уорън Диз, Томас Симпсън                                                          | 1838: Изследване на заливите Коронейшън и Батърст и достигане на север до 68°16′ с. ш. 109°20′ з. д. / 68.266667° с. ш. 109.333333° з. д.; 1839: Откриване на протока Диз (68º 50` с.ш., отделящ п-ов Кент от остров Виктория), нос Александър (68°56′ с. ш. 106°11′ з. д. / 68.933333° с. ш. 106.183333° з. д.), залива Куийн Мод (68°20′ с. ш. 102°00′ з. д. / 68.333333° с. ш. 102° з. д.), протока Симпсън (97º 40` з.д., отделящ п-ов Аделейд от остров Кинг Уилям) и достигане в залива Чантри до 68°28′ с. ш. 94°14′ з. д. / 68.466667° с. ш. 94.233333° з. д.. Изследване на около 100 км от южния бряг на остров Кинг Уилям и около 250 км от югозападния бряг на остров Виктория |
| 1845–1846 | Джон Франклин, Френсис Крозиър                                                          | 1845: Вторично откриване на протока Уелингтън (отделящ островите Девън и Корнуолис), откриване на цялото западно крайбрежие на остров Девън, протока Крозиър (между Корнуолис на изток и Батърст на запад), източния бряг на остров Батърст и обикаляне на остров Корнуолис; 1846: Откриване на протока Пил (между остров Съмърсет на изток и остров Принц Уелски на запад) и протока Франклин (продължение на протока Пил на югозапад, отделящ п-ов Бутия от остров Принц Уелски) (1846) |
| 1846–1847 | Джон Рей                                                                                | 1846: Пресичане от юг на север на провлака Рей (свързващ п-ов Мелвил с континента) и откриване на залива Комити (69°00′ с. ш. 87°00′ з. д. / 69° с. ш. 87° з. д.), разположен между п-ов Мелвил на изток и п-ов Симпсън на запад; 1847: Откриване и картиране на западния бряг на залива Комити и п-ов Симпсън, достигане до залива Лорд Мер (69°45′ с. ш. 92°00′ з. д. / 69.75° с. ш. 92° з. д., на югоизточното крайбрежие на п-ов Бутия) и изследване на източния бряг на залива Комити, като по този начин завършва откриването на бреговете на п-ов Мелвил |
| 1848–1849 | Джеймс Кларк Рос, Френсис Макклинток, Джон Ричардсън                                    | Изследване брега на Северна Америка от устието на река Маккензи до п-ов Бутия (Джон Ричардсън). Изследване на северното и западното крайбрежие на остров Съмърсет на юг до 72º 38` с.ш. и откриване на източното крайбрежие на остров Принц Уелски (Джеймс Кларк Рос, Френсис Макклинток) |
| 1850      | Едуин Де Хейвън, Илайша Кент Кейн                                                       | Откриване на п-ов Гринел (76°40′ с. ш. 95°00′ з. д. / 76.666667° с. ш. 95° з. д., северозападната част на остров Девън) и достигане на север до 75º 24` с.ш. в протока Уелингтън |
| 1850–1851 | Хорацио Остин, Еразъм Омани, Шерард Осбърн, Френсис Макклинток, Браун                   | Пресичане на протока Бароу и откриване на северния и северозападен бряг на остров Принц Уелски до залива Омани (73°05′ с. ш. 101°10′ з. д. / 73.083333° с. ш. 101.166667° з. д.) (Еразъм Омани). Изследване на западния бряг на остров Принц Уелски на юг от залива Омани (73°05′ с. ш. 101°10′ з. д. / 73.083333° с. ш. 101.166667° з. д.) до нос Шерард Осбърн (72°14′ с. ш. 101°29′ з. д. / 72.233333° с. ш. 101.483333° з. д.) (Шерард Осбърн). Изследване на южното и югозападно крайбрежие на остров Батърст, пресичане на протока Остин (между Батърст на североизток и остров Байам Мартин на югозапад), изследване на остров Байам Мартин, пресичане на протока Байам (между Байам Мартин на изток и остров Мелвил на запад) и достигане до остров Мелвил (Френсис Макклинток). Откриване и картиране на източния бряг на остров Принц Уелски на север от 72º49`с.ш., в т.ч. залива Браун (73°10′ с. ш. 97°35′ з. д. / 73.166667° с. ш. 97.583333° з. д.) |
| 1850–1851 | Робърт Макклур, Робърт Хасуел                                                           | 1850: Откриване на Северозападния проход. Откриване на протока Принц Уелски (между остров Банкс на северозапад и остров Виктория на югоизток); 1851: Откриване и изследване на южния и западния бряг на остров Банкс, протока Макклур (между Банкс на юг и островите Принц Патрик и Мелвил на север), явяващ се последен, най-западен от Северозападния проход, северозападната част на остров Виктория – п-ов Принц Алберт и заливите Принц Алберт (71°20′ с. ш. 117°00′ з. д. / 71.333333° с. ш. 117° з. д.), Ричард Колинсън (72°45′ с. ш. 113°52′ з. д. / 72.75° с. ш. 113.866667° з. д.) и Уиниат (72°36′ с. ш. 110°52′ з. д. / 72.6° с. ш. 110.866667° з. д.) |
| 1851      | Уилям Пени                                                                              | Изследване на двата бряга на протока Уелингтън (между островите Девън на изток и Корнуолис на запад). Откриване на север от остров Корнуолис на остров Бейли Хамилтън (75°52′ с. ш. 94°36′ з. д. / 75.866667° с. ш. 94.6° з. д.), на северозапад от него – протока Куийнс Чанъл, остров Дъндас в него, протока Пени (между островите Батърст на югозапад и Девън на североизток) и няколко малки острова (Хустън Стюарт, Баринг, Крозиър и др.) на север и запад от Бейли Хамилтън |
| 1851      | Джон Рей                                                                                | Изследване на цялото южно и югоизточно крайбрежие на остров Виктория от нос Баринг на запад до 70°30′ с. ш. 101°00′ з. д. / 70.5° с. ш. 101° з. д. на изток |
| 1851–1853 | Ричард Колинсън                                                                         | 1851: Вторично откриване на протока Принц Уелски (между островите Банкс на северозапад и Виктория на югоизток), плаване в него до 73º 30` с.ш., заобикаляне от юг остров Банкс и плаване на север в море Бофорт; 1852: Изследване на п-ов Дъндас (най-южната част на остров Мелвил); 1853: Изследване на югоизточното крайбрежие на остров Виктория и вторично откриване на протока Виктория (между островите Виктория на северозапад и Кинг Уилям на югоизток), полуостров Колинсън (най-източната част на остров Виктория) и остров Гейтсхед (71°20′ с. ш. 100°20′ з. д. / 71.333333° с. ш. 100.333333° з. д., на североизток от п-ов Колинсън) |
| 1852      | Едуард Огъстъс Инглфилд                                                                 | Първо проникване в протока Смит, разделящ остров Елсмиър от Гренландия и достигане до 78º35`с.ш., рекордна за това време географски ширина. Картиране на голяма част от източното крайбрежие на остров Бафинова земя |
| 1852      | Уилям Кенеди, Жозеф Рене Бело                                                           | Окончателно установяване на контурите на Северна Америка след вторичното откриване на протока Бело (72°00′ с. ш. 94°20′ з. д. / 72° с. ш. 94.333333° з. д.), отделящ п-ов Бутия на юг от остров Съмърсет на север |
| 1852–1853 | Едуард Белчер, Хенри Келет, Френсис Макклинток, Джордж Мийкам, Джордж Хенри Ричардс     | Едуард Белчер: Откриване на остров Корнуол (77°40′ с. ш. 95°00′ з. д. / 77.666667° с. ш. 95° з. д.) и протока Белчер (77°10′ с. ш. 93°00′ з. д. / 77.166667° с. ш. 93° з. д.), отделящ го на юг от п-ов Гринел (1852). Откриване на протока Кардигън, остров Норт Кент (76°40′ с. ш. 90°20′ з. д. / 76.666667° с. ш. 90.333333° з. д.), западния вход на протока Джонс (отделящ остров Девън на юг от остров Елсмиър на север) и Артур фиорд (76°35′ с. ш. 93°10′ з. д. / 76.583333° с. ш. 93.166667° з. д.), почти отделящ п-ов Гринел от останалата част на остров Девън (1853). Хенри Келет: Откриване и картиране на западното крайбрежие и вътрешните райони на остров Принц Патрик, северозападното крайбрежие на островите Мелвил и Емералд и протоците Фицуилям и Келет (1853). Френсис Макклинток: Откриване и картиране на северозападното крайбрежие на остров Мелвил, остров Принц Патрик (76°45′ с. ш. 119°30′ з. д. / 76.75° с. ш. 119.5° з. д.), западното крайбрежие на остров Мелвил, източното и северно крайбрежие на Принц Патрик до залива Сателайт (77°23′ с. ш. 117°16′ з. д. / 77.383333° с. ш. 117.266667° з. д., на северното крайбрежие) и остров Емералд (76°48′ с. ш. 114°07′ з. д. / 76.8° с. ш. 114.116667° з. д.) (1853). Джордж Мийкам: Откриване и картиране на южния бряг на остров Мелвил, остров Еглинтън, протока Крозиър (между Еглинтън на югоизток и остров Принц Патрик северозапад), северното крайбрежие на протока Макклур (най-западния проток от Северозападния проход) и около 200 км от северозападното крайбрежие на остров Принц Патрик до залива Сателайт (77°25′ с. ш. 117°05′ з. д. / 77.416667° с. ш. 117.083333° з. д.) (1853). Джордж Хенри Ричардс: Откриване на северното крайбрежие на остров Батърст, на север от него – архипелага Бъркли и група от 4 големи острова(Александър, Маси, Ил Вание и Камерън), разположени на северозапад от Батърст. Пресичане от изток на запад на протока Байам Мартин, изследване източната част на остров Мелвил и картиране на п-ов Сабин в северната част на острова (1853) |
| 1853–1854 | Илайша Кент Кейн, Айзък Израел Хейс, Ханс Хендрик (1834-1889), Уилям Мортън             | Илайша Кент Кейн: Откриване на Басейна Кейн (на север от протока Смит) (1853-1854). Айзък Израел Хейс: Откриване, изследване и картиране източното крайбрежие на Елсмиър от остров Пим (78º 45` с.ш.) на юг до залива Добин (79º 45` с.ш.) на север, т.нар. Земя Гринел, в т.ч. залива Принцеса Мария (79°20′ с. ш. 77°00′ з. д. / 79.333333° с. ш. 77° з. д.) и фиорда Бюкенан (79°00′ с. ш. 75°30′ з. д. / 79° с. ш. 75.5° з. д.) (1854). Ханс Хендрик: Откриване на протока Кенеди и достигане до 81º 22` с.ш. (1854) |
| 1853–1854 | Джон Рей                                                                                | Изследване и картиране на западното крайбрежие на п-ов Бутия |
| 1860–1861 | Айзък Израел Хейс, Ханс Хендрик                                                         | Поход на ски през протока Кенеди до 81º 35` с.ш., откриване на п-ов Джадж Дейли (в северната част на остров Елсмиър, 81°05′ с. ш. 66°50′ з. д. / 81.083333° с. ш. 66.833333° з. д.), залива Лейди Франклин (81°40′ с. ш. 66°00′ з. д. / 81.666667° с. ш. 66° з. д.) и нос Юнион (североизточната точка на Елсмиър, 82°15′ с. ш. 61°10′ з. д. / 82.25° с. ш. 61.166667° з. д.) (1861) |
| 1860–1862 | Чарлз Френсис Хол, Джоузеф Ебербинг                                                     | Изследване на п-ов Хол в югоизточната част на остров Бафинова земя |
| 1871      | Чарлз Френсис Хол, Ханс Хендрик, Джоузеф Ебербинг                                       | Откриване на Басейна Хол, протока Робсън, море Линкълн и плаване на север до 82º 26` с.ш. |
| 1875–1876 | Джордж Нерс, Албърт Маркам, Пелам Олдрич                                                | Джордж Нерс: Свободно плаване на север в море Линкълн до 82º 24` с.ш. (1875).Албърт Маркам: Достигане със ски до 83º 20' 26" с.ш. (1876). Пелам Олдрич: Откриване и картиране на северния бряг на остров Елсмиър на протежение около 300 км (до нос Алерт, 82°26′ с. ш. 85°42′ з. д. / 82.433333° с. ш. 85.7° з. д.), в т.ч. крайбрежната планина Чалънджър, нос Колумбия (83°07′ с. ш. 70°01′ з. д. / 83.116667° с. ш. 70.016667° з. д., най-северната точка на Канадския Арктичен архипелаг), заливите Маркам Инлет (82°50′ с. ш. 66°30′ з. д. / 82.833333° с. ш. 66.5° з. д.) и Йелвертън (82°23′ с. ш. 83°18′ з. д. / 82.383333° с. ш. 83.3° з. д.) (1876) |
| 1881–1882 | Адолфъс Грийли, Джеймс Локууд                                                           | Адолфъс Грийли: Изследване на п-ов Земя Грант (северната част на остров Елсмиър) и откриване на езерото Хейзън (81°46′ с. ш. 71°05′ з. д. / 81.766667° с. ш. 71.083333° з. д.), на север от него хребета Юнайтед Стейтс. Джеймс Локууд: Откриване на западното крайбрежие на острова – фиорда Грийли (80°30′ с. ш. 81°40′ з. д. / 80.5° с. ш. 81.666667° з. д.) и продължението му на североизток фиорда Танкуери |
| 1884      | Франц Боас (1858-1942)                                                                  | Изследване на остров Бафинова земя и окончателно доказване, че остров Байлот не е полуостров на Бафинова земя |
| 1898–1902 | Ото Свердруп, Гунар Исаксен, Едвард Бай (Бей), Олаф Ронес                               | Пресичане на остров Елсмиър и откриване на Бей фиорд (78°52′ с. ш. 83°35′ з. д. / 78.866667° с. ш. 83.583333° з. д.), протока Юрика и остров Аксел Хайберг. Дооткриване на цялото южно крайбрежие на Елсмиър до 90º з.д., в т.ч. фиорда Маск Окс, п-ов Симонс (76°40′ с. ш. 89°00′ з. д. / 76.666667° с. ш. 89° з. д., най-югозападната част на Елсмиър), протока Хел Гейт и източния бряг на остров Норт Кент (76°40′ с. ш. 90°15′ з. д. / 76.666667° с. ш. 90.25° з. д.) (1899). Откриване на залива Норуиджен Бей (Норвежки залив, 78º с.ш., 90º з.д.), фиорда Бауман, врязващ се в остров Елсмиър на югоизток, между полуостровите Бьорне на югозапад и Свенсен на североизток и западното крайбрежие на остров Аксел Хайберг до 80º 53` с.ш. – нос Норт Уест. Откриване на п-ов Колин Арчър (северозападната част на остров Девън) и протока Кардигън (вторично) на североизток от полуострова. Изследване на част от североизточния бряг на остров Амунд Рингнес (1900). Изследване на източното крайбрежие на остров Аксел Хайберг, протока Юрика и западния бряг на Елсмиър, като там са открити два големи полуострова Ронес (78°25′ с. ш. 86°10′ з. д. / 78.416667° с. ш. 86.166667° з. д.) на юг и Фосхайм (79°50′ с. ш. 84°00′ з. д. / 79.833333° с. ш. 84° з. д.) на север. Обикаляне на островите Амунд Рингнес и Елеф Рингнес и откриване на протока Хендриксен (77°50′ с. ш. 96°00′ з. д. / 77.833333° с. ш. 96° з. д., между Амунд Рингнес на север и остров, Корнуол на юг), протока Хасел (78°25′ с. ш. 99°00′ з. д. / 78.416667° с. ш. 99° з. д., между Амунд Рингнес и Елеф Рингнес), остров Кинг Кристиан (77°47′ с. ш. 101°45′ з. д. / 77.783333° с. ш. 101.75° з. д.), протока Дейниш Стрийт между тях и п-ов Исаксен (79°10′ с. ш. 104°00′ з. д. / 79.166667° с. ш. 104° з. д., северозападната част на Елеф Рингнес) с нос Исаксен (79°20′ с. ш. 105°24′ з. д. / 79.333333° с. ш. 105.4° з. д.) (1901). Откриване на протока Нансен (80°45′ с. ш. 90°00′ з. д. / 80.75° с. ш. 90° з. д.), като по този начин окончателно са открити бреговете на остров Елсмиър (трети по големина в Канадския арктичен архипелаг, с всичките му многочислени фиорди и полуострови) (1902) |
| 1903–1906 | Руал Амундсен                                                                           | Първо плаване през Северозападния проход от изток на запад с три зимувания |
| 1906–1907 | Жозеф-Елиезер Берние                                                                    | Първо проникване от север в протока Нейви Борд (73°15′ с. ш. 81°00′ з. д. / 73.25° с. ш. 81° з. д.), отделящ остров Байлот на изток от остров Бафинова земя на запад. Откриване на островите Лаудър (74°35′ с. ш. 97°30′ з. д. / 74.583333° с. ш. 97.5° з. д.) и Ръсел (вторично, 74°00′ с. ш. 98°30′ з. д. / 74° с. ш. 98.5° з. д.) в западната част на протока Бароу. Изследване на заливите Адмиралти (86º з.д.) и Мофет (84º 30` з.д.), разделящ двата северни полуострова на Бафинова земя. Откриване на протока Еклипс (72°50′ с. ш. 78°00′ з. д. / 72.833333° с. ш. 78° з. д.), отделящ остров Байлот от Бафинова земя и окончателно доказване островното положение на Байлот, смятан дотогава за част от Бафинова земя. Обявяване на целия Канадски арктичен архипелаг за канадска територия |
| 1906–1912 | Вилялмур Стефансон                                                                      | Изследване на северното крайбрежие на Северна Америка от нос Бароу (156º 40` з.д.)на запад до залива Коронейшън (112º 40` з.д.) на изток |
| 1910–1911 | Жозеф-Елиезер Берние                                                                    | Изследване на залива Адмиралти и откриване в него на залива Арктик Бей (73°05′ с. ш. 85°10′ з. д. / 73.083333° с. ш. 85.166667° з. д.) (1910). Изследване на северните полуострови на Бафинова земя – Борден и Бродер и откриване на заливите Берние (71°10′ с. ш. 88°10′ з. д. / 71.166667° с. ш. 88.166667° з. д.) и Берлангет (71°15′ с. ш. 88°40′ з. д. / 71.25° с. ш. 88.666667° з. д.), най-южната част на залива Адмиралти (1911) |
| 1914–1918 | Вилялмур Стефансон, Сторкер Сторкерсон (1883-1940), Джордж Хуберт Уилкинс               | 1914: Изследване на западното крайбрежие на остров Банкс; 1915: Изследване на северозападното крайбрежие на остров Принц Патрик (76°50′ с. ш. 120°00′ з. д. / 76.833333° с. ш. 120° з. д.) и откриване на североизток от него на островите Брок, Борден и Макензи Кинг. Изследване на южното крайбрежие на остров Банкс; 1916: Откриване на остров Миън (Майген, 80°00′ с. ш. 99°00′ з. д. / 80° с. ш. 99° з. д.), остров Кинг Кристиан (вторично, 77°50′ с. ш. 101°05′ з. д. / 77.833333° с. ш. 101.083333° з. д.), протока Маклейн, дооткриване на о-вите Финдли (с най-голям остров Локхийд, 77°30′ с. ш. 105°00′ з. д. / 77.5° с. ш. 105° з. д.) и изследване на западния бряг на остров Амунд Рингнес; 1917: Топографско заснемане и картиране на големи части от остров Банкс. Изследване на северното крайбрежие на остров Виктория и откриване на нос Барнард (73°05′ с. ш. 112°30′ з. д. / 73.083333° с. ш. 112.5° з. д., залива Хадли и нос Сторкерсон (73°10′ с. ш. 106°30′ з. д. / 73.166667° с. ш. 106.5° з. д.); 1918: Провеждане на научни наблюдения на дрейфуващ леден остров в море Бофорт между 72º 30` – 74º с.ш. и 144 – 151º з.д. |
| 1914–1917 | А. Макмилан                                                                             | Изследване и картиране на протоците Юрика и Нансен, отделящи остров Елсмиър от остров Аксел Хайберг |
| 1921–1924 | Кнуд Расмусен, Йохан Петер Кох                                                          | Пресичане с кучешки впрягове Северна Америка от Гренландия до Берингово море през Хъдсъновия проток, Хъдсъновия залив и по северното крайбрежие на континента |
| 1932      | Хенри Столуърти                                                                         | Картиране на цялото крайбрежие (освен малък участък на северозапад) на остров Аксел Хайберг от Канадския арктичен архипелаг |
| 1934–1935 | Гордън Ноел Хъмфри (1883-1966)                                                          | Детайлно картиране на остров Елсмиър, в Канадския арктичен архипелаг) и вторично откриване на п-ов Свенсен (77°40′ с. ш. 84°00′ з. д. / 77.666667° с. ш. 84° з. д.) |
| 1938–1939 | Томас Манинг                                                                            | Откриване и картиране на над 600 км от западното крайбрежие на остров Бафинова земя от 67º 30` с.ш. на юг до залива Стенсбю (70º с.ш.) на север |
| 1940–1942 | Хенри Ларсен                                                                            | Първо плаване през Северозападния проход от запад на изток с две зимувания |
| 1944      | Хенри Ларсен                                                                            | Първо плаване през Северозападния проход от изток на запад за една навигация (22 юни – 16 октомври) |
| 1948      | канадски летци                                                                          | Откриване на три острова Принц Чарлз (67°47′ с. ш. 76°09′ з. д. / 67.783333° с. ш. 76.15° з. д.), Еър Форс (67°58′ с. ш. 74°05′ з. д. / 67.966667° с. ш. 74.083333° з. д.) и Фоули (68°30′ с. ш. 75°00′ з. д. / 68.5° с. ш. 75° з. д.) покрай западното крайбрежие на остров Бафинова земя |
| 1949      | Томас Манинг                                                                            | Детайлно изследване и картиране на открития предишната година остров Принц Чарлз (67°47′ с. ш. 76°09′ з. д. / 67.783333° с. ш. 76.15° з. д.) |
| 1952–1953 | Томас Манинг                                                                            | Детайлно картиране на цялото крайбрежие на остров Банкс и откриване на последните неоткрити участъци от бреговете му |